# La Calotte
Cet article possède des paronymes, voir Vertex et Calotte.

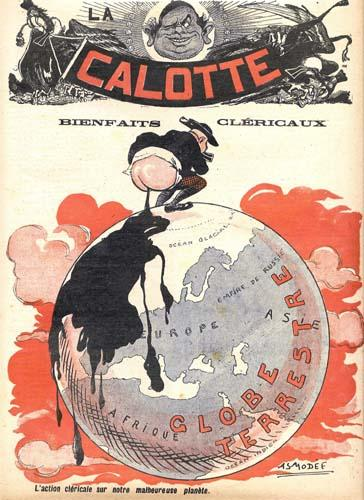
« L'action cléricale sur notre malheureuse planète », illustration signée Asmodée parue dans La Calotte (1908).

La Calotte est un hebdomadaire anticlérical illustré, qui a paru en France de 1906 à 1912,. Puis le titre a été repris de 1930 à nos jours, avec un changement de nom sous l'occupation.

## La Calotte(1906-1911)
L'hebdomadaire est fondé à Paris par Louis Grenêche, un éditeur, dans le contexte de la loi de séparation des Églises et de l'État (1905), lors des troubles causés par les Inventaires. Une puissante vague anticléricale agite alors la France.
La Calotte paraît chaque semaine sur 16 pages, dont la moitié est illustrée de dessins satiriques anticléricaux, et le reste constitué de textes, chansons, blagues, dénonçant le cléricalisme.
Les dessinateurs sont Saint-Fourien, Asmodée, A. Mac ou Chérubin.
Dans son premier numéro du 14 septembre 1906, la rédaction explique : « Vous pouvez vous rendre compte, chers lecteurs, de l'allure combative de La Calotte. Nous n'avons qu'une arme : le rire, seule arme que redoutent les soldats de Tartuffe, c’est vous dire que nous ne manquerons pas d'ennemis qui chercheront à nous étouffer par tous les moyens. Si vous partagez notre avis, chers lecteurs, insistez auprès des kiosques et marchands de journaux, qui sont nos seuls vendeurs, afin qu'ils nous affichent en bonne place. Vous soutiendrez ainsi notre cause ».

## Reprise du titre après 1930
Le militant libertaire et libre penseur André Lorulot reprend ce titre dans les années 1930. Les dessinateurs qui y travaillent sont alors Armangeol (Armand Gros) qui produit des Bibles comiques, Vies de Jésus satiriques et Histoire des Papes illustrées de dessins satiriques.
Pendant la guerre 1939-1945, La Calotte change de titre pour La Vague, toujours sous la direction de Lorulot, qui stigmatise les liens entre l'Église catholique et le fascisme. La Vague dénonce l’antisémitisme.
Après la guerre, La Calotte devient l'organe de la libre-pensée. C'est un mensuel à partir de novembre 1945.
Après le décès d'André Lorulot, c'est H. Perrodo-Le Moyne qui en devient directeur (mai 1963). Il y écrit des articles et y dessine sous la signature de P. Le M..
Le titre existe toujours sur abonnement.

## La Calottede Marseille

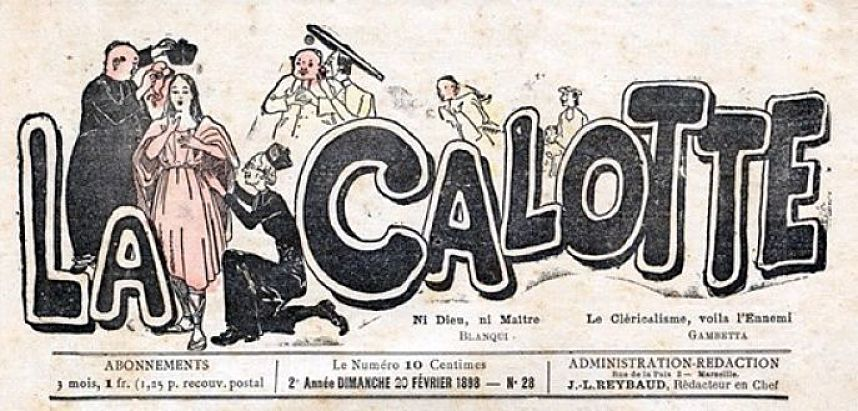
La Calotte (Marseille), n°28, 20 février 1898.

Un autre hebdomadaire satirique du même nom a été publié à Marseille, entre 1897 et 1906, avec une pause entre 1903 et 1905,.